# Хенераль-Сепеда (муниципалитет)
Хенераль-Сепеда (исп. General Cepeda) — муниципалитет в Мексике, штат Коауила, с административным центром в одноимённом городе. Численность населения, по данным переписи 2020 года, составила 11 898 человек.

## Общие сведения
Название General Cepeda дано в честь мексиканского военного и политика Викториано Сепеды.
Площадь муниципалитета равна 2641 км², что составляет 1,74 % от общей площади штата, а наивысшая точка — 2100 метров, расположена в поселении Ла-Касита.
Он граничит с другими муниципалитетами штата Коауила: на северо-востоке с Рамос-Ариспе, на юго-востоке с Сальтильо, и на западе с Паррасом.

## Учреждение и состав
Муниципалитет был образован 29 декабря 1892 года, в его состав входит 140 населённых пунктов, самые крупные из которых:
| Код INEGI                  | Населённый пункт                                                                                | Численность населения (2005 год) | Численность населения (2010 год) | Численность населения (2020 год) |
| -------------------------- | ----------------------------------------------------------------------------------------------- | -------------------------------- | -------------------------------- | -------------------------------- |
| 011                        | Всего                                                                                           | 11284                            | 11682                            | 11898                            |
| 0001                       | Хенераль-Сепеда (исп. General Cepeda) 25°22′48″ с. ш. 101°28′45″ з. д. (административный центр) | 4177                             | 4382                             | 5535                             |
| 0052                       | Эль-Пилар-де-Ричардсон (исп. El Pilar de Richardson) 25°39′03″ с. ш. 101°45′42″ з. д.           | 345                              | 407                              | 379                              |
| 0007                       | Гелатао (исп. Guelatao) 25°22′46″ с. ш. 101°24′34″ з. д.                                        | 365                              | 391                              | 366                              |
| 0036                       | Макую (исп. Macuyú) 25°21′30″ с. ш. 101°38′47″ з. д.                                            | 420                              | 426                              | 354                              |
| 0076                       | Ла-Тринидад (исп. La Trinidad) 25°20′07″ с. ш. 101°28′43″ з. д.                                 | 270                              | 285                              | 316                              |
| 0059                       | Ла-Роса (исп. La Rosa) 25°31′02″ с. ш. 101°23′12″ з. д.                                         | 288                              | 348                              | 308                              |
| 0054                       | Порвенир-де-Такубая (исп. Porvenir de Tacubaya) 25°22′33″ с. ш. 101°21′41″ з. д.                | 248                              | 257                              | 292                              |
| 0065                       | Сан-Антонио-дель-Хараль (исп. San Antonio del Jaral) 25°34′08″ с. ш. 101°25′35″ з. д.           | 334                              | 376                              | 267                              |
| 0027                       | Преса-де-Гуадалупе (исп. Presa de Guadalupe) 25°22′58″ с. ш. 101°38′42″ з. д.                   | 364                              | 366                              | 252                              |
| —                          | Прочие                                                                                          | 4473                             | 4444                             | 3829                             |
| Названия на карте Генштаба |                                                                                                 |                                  |                                  |                                  |

## Экономика
По статистическим данным 2000 года, работоспособное население занято по секторам экономики в следующих пропорциях:
- сельское хозяйство и скотоводство — 49,2 %;
- производство и строительство — 28,3 %;
- торговля, сферы услуг и туризма — 20,6 %;
- безработные — 1,9 %.

## Инфраструктура
По статистическим данным 2010 года, инфраструктура развита следующим образом:
- электрификация: 97,3 %;
- водоснабжение: 96,5 %;
- водоотведение: 83 %.

## Фотографии

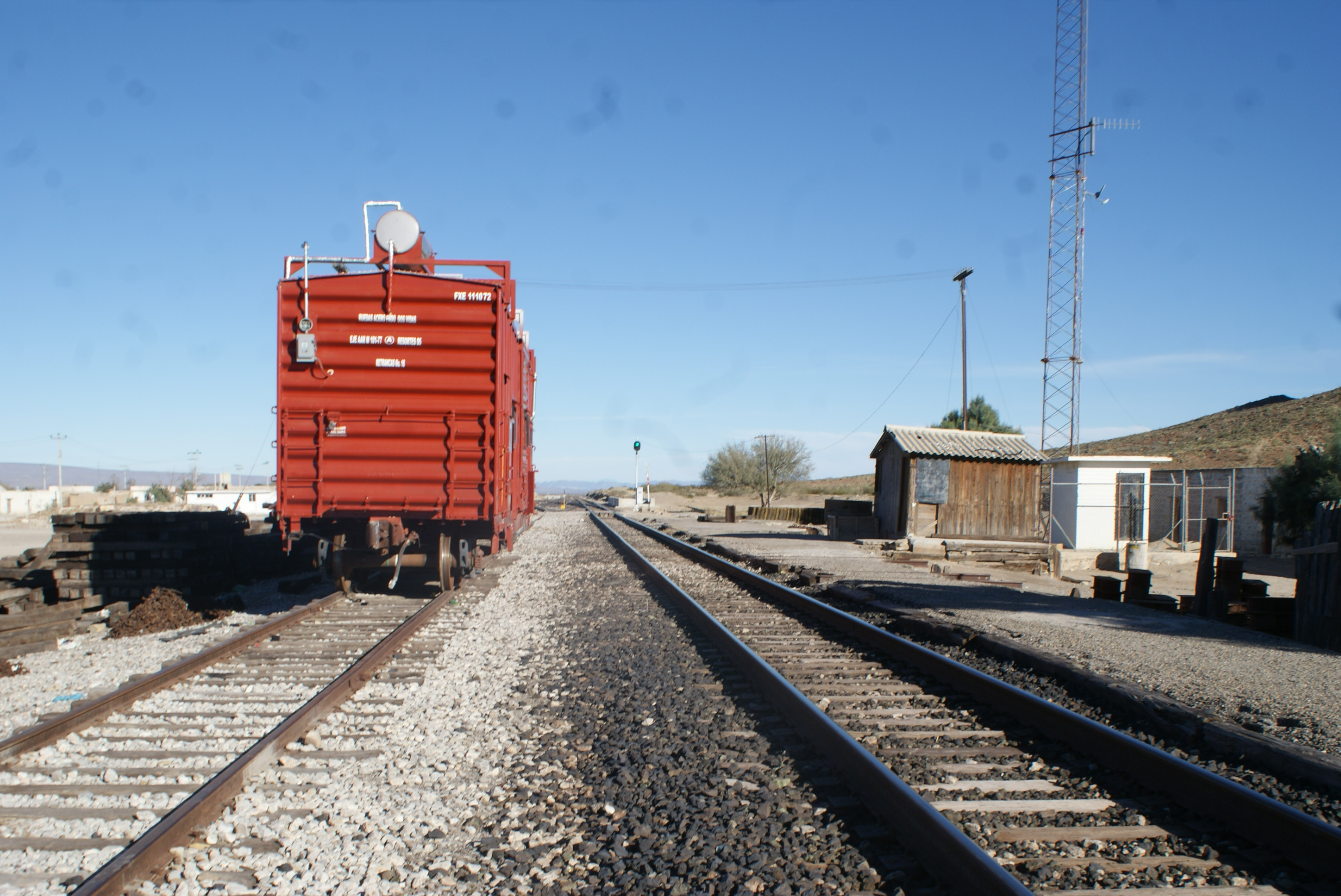
Ж/д станция Марте
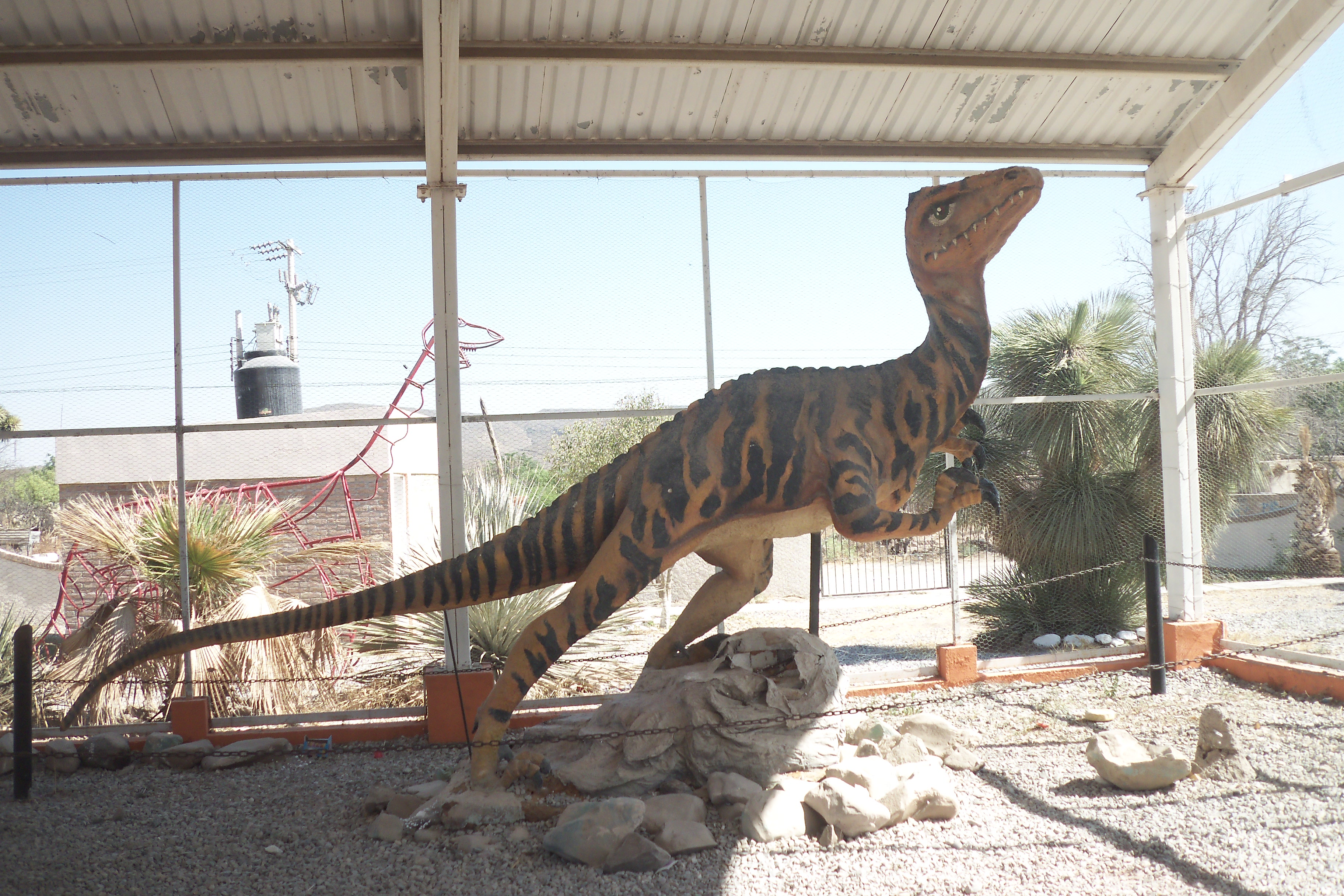
Экспозиция в музее палеонтологии Ринкон-Колорадо
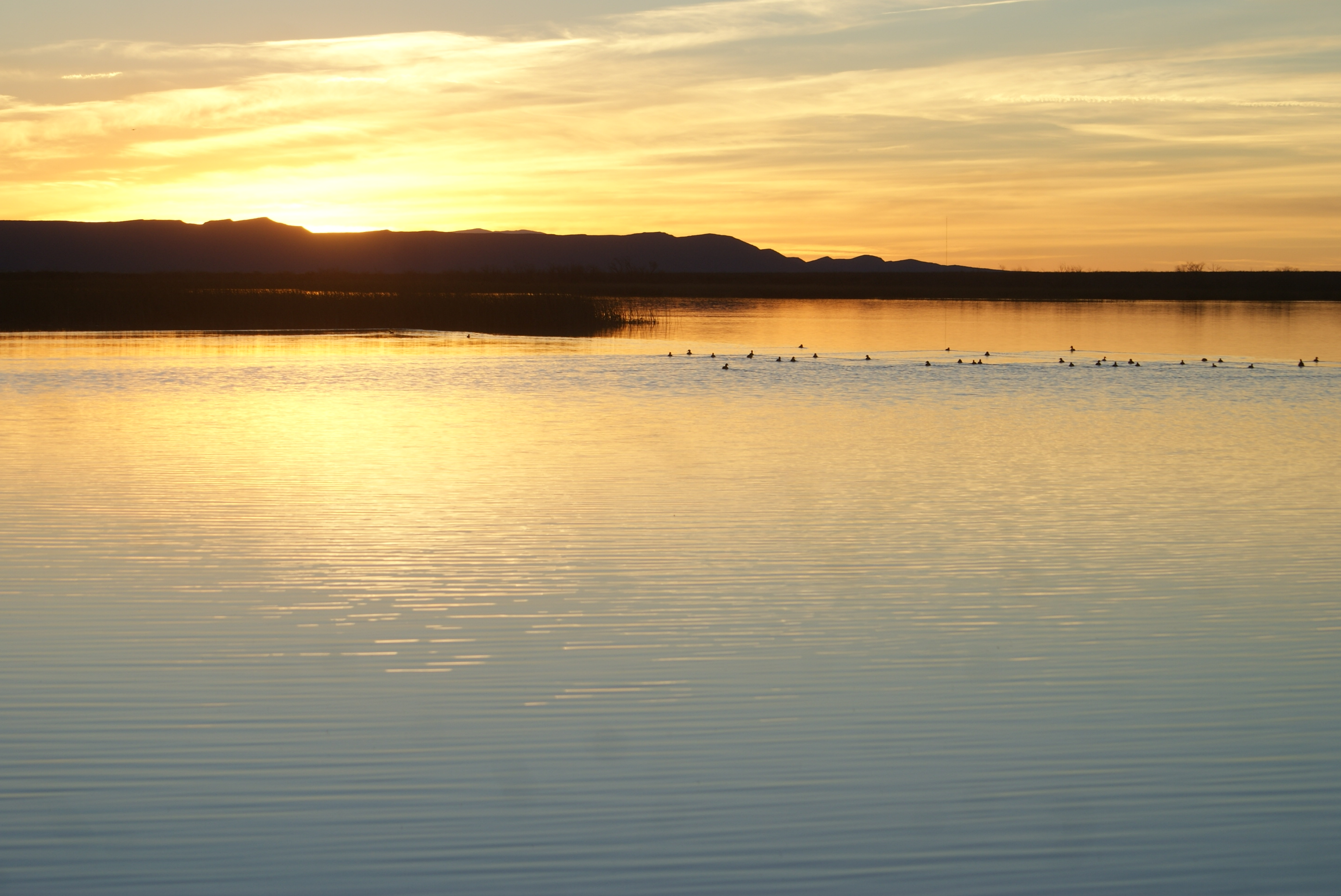
Водохранилище Эль-Тулильо